# Belle Mitchell
Belle Mitchell (24 de setembro de 1889 – 12 de fevereiro de 1979) foi uma atriz norte-americana. Ela apareceu em mais de 100 filmes entre 1915 e 1982.
Mitchell nasceu em Michigan, a 1889 e faleceu em Woodland Hills, Los Angeles, a 1979.